# Periophthalmodon freycineti
A Periophthalmodon freycineti a csontos halak (Osteichthyes) főosztályának sugarasúszójú halak (Actinopterygii) osztályába, ezen belül a sügéralakúak (Perciformes) rendjébe, a gébfélék (Gobiidae) családjába és az iszapugró gébek (Oxudercinae) alcsaládjába tartozó faj.

## Előfordulása
A Periophthalmodon freycineti előfordulási területe a Csendes-óceán nyugati felén van. A Fülöp-szigetektől kezdve Indonézia keleti részén és Pápua Új-Guineán keresztül, egészen az Ausztráliához tartozó Queensland állam északi részéig számos tengerparton fellelhető.

## Megjelenése
A legnagyobb megmért példány 25,5 centiméteres volt. A mellúszóin 15-17 sugár van. A hasúszói tapadókoronggá forrtak össze. A pofája teljesen pikkelyezett.

## Életmódja
Trópusi halfaj, amely egyaránt megél a sós- és brakkvízben is. Az árapálytérséget választja élőhelyéül. Az oxigént a levegőből veszi ki.